# LG V10
LG V10 — Android-смартфон, выпускаемый компанией LG Electronics в рамках серии LG V. Анонсированное в сентябре 2015 года и выпущенное в октябре 2015 года, устройство во многом похоже на более раннюю модель LG G4. Его главная особенность — настраиваемый второй дисплей над основным дисплеем, который, помимо прочего, показывает уведомления и элементы управления музыкой без пробуждения основного дисплея. В 2016 году был выпущен его преемник LG V20.

## Аппаратное обеспечение

### Общие характеристики
В V10 используется та же камера и многие из тех же характеристик, что и в LG G4. Телефон оснащен дисплеем Quantum IPS с разрешением 2560x1440, силиконовой задней панелью с заменяемой пользователем батареей емкостью 3000 мАч и картой расширения MicroSD, шестиядерным процессором Qualcomm Snapdragon 808 с архитектурой big.LITTLE, аналогичной 810, и 4 ГБ LPDDR3 933 МГц ОЗУ.
Телефон поддерживает технологию Qualcomm Quick Charge 2.0 через USB и беспроводную зарядку Qi через дополнительную крышку беспроводной зарядки CPR-120.

### Дизайн
LG V10 разработан с учетом физической надежности и соответствует стандарту MIL-STD-810G.

## Детали камеры
Камера оснащена датчиком изображения Sony Exmor IMX240 с разрешением 16 мегапикселей, записью видео 2160p (4K), диафрагмой f/1,8, лазерным автофокусом и включает оптическую стабилизацию изображения с ручными режимами, подобными DSLR, для видео и фотоснимков. Есть две фронтальные 5-мегапиксельные камеры для широкоформатных «поклонниц» (групповых портретов).
Хотя LG V10 имеет такое же аппаратное обеспечение камеры, что и LG G4, программное обеспечение камеры более сложное и богатое по функциональности, включая фотосъемку в формате RAW и ручную настройку параметров камеры (экспозицию, ISO, значение экспозиции, ручную фокусировку) как для фотографий, так и для видео.
Дополнительная функция, называемая «синхронизация по задней шторке», позволяет включать вспышку камеры в конце времени экспозиции, а не в начале, что предположительно предотвращает передержку более близких объектов.
В ручном видеорежиме LG V10 позволяет устанавливать частоту кадров в диапазоне от 1 до 120 кадров в секунду, из которых самая высокая доступная частота кадров зависит от выбранного разрешения (например, 1080p при 60 кадрах в секунду, 720p при 120 кадрах в секунду). Битрейт можно установить на три уровня: «высокий», «средний» и «низкий» в зависимости от выбранной комбинации разрешения и частоты кадров.
Светодиодный фонарик, который можно использовать для подсветки видеозаписи, можно переключать во время видеозаписи.
Беспроводной Bluetooth-микрофон можно использовать для записи звука видео.

## Прием
CNET дал LG V10 4 балла из 5, высоко оценив наличие в нем премиальных функций, таких как сканер отпечатков пальцев и широкоугольная фронтальная камера, а также то, что LG продолжает использовать съемный аккумулятор и расширяемое хранилище. Было отмечено, что многие из его премиальных функций (такие как двойные фронтальные камеры и дополнительный дисплей сообщений) больше напоминали их «приятно иметь», а не обязательные функции. для вас — это означает, что вам не нужен более широкий обзор для ваших селфи или другой экран для доступа к вашим любимым приложениям и контактам — лучше использовать что-то более дешевое». Android Authority пришел к выводу, что V10 был более мощным устройством. чем LG G4 из-за его дополнительных функций и обновлений, заявив, что «если G4 не оправдал ваших ожиданий, и вы искали большего, гораздо больше вы получаете с LG V10».
Было обнаружено, что V10 подвержен аппаратным сбоям, почти таким же, как и G4, поскольку оба устройства страдали производственным дефектом, который в конечном итоге привел к нестабильности, а устройства вошли в неисправимую петлю перезагрузки и, следовательно, вышли из строя. В марте 2017 года был подан коллективный иск, в котором утверждалось, что LG продолжала продавать и распространять телефоны с дефектом даже после того, как LG сообщила об этом.